# Sminthopsis fuliginosus
Sminthopsis fuliginosus es una especie de marsupial dasiuromorfo de la familia Dasyuridae endémica de Australia.
Es una especie de dunnart originaria de Australia Occidental. Es una de las especies del género Sminthopsis menos conocidas, y la IUCN considera que no tiene datos suficientes para evaluar su estado de conservación.
Antiguamente, se consideraba a este animal como una subespecie del dunnart de cola esbelta (S. murina).